# Yuki Sasaki (basket-ball)
Yuki Sasaki (佐々木優希, Sasaki Yūki), né Yuki Nobuhira le 23 avril 1987 à Kawasaki (Kanagawa), est un joueur japonais de basket-ball.

## Statistiques
| Année   | Équipe   | Matches | Titul. | Min./m. | %tir | %3pts | %l-f | rbds/m. | pass/m. | int/m. | ctr/m. | pts/m. |
| ------- | -------- | ------- | ------ | ------- | ---- | ----- | ---- | ------- | ------- | ------ | ------ | ------ |
| 2010-11 | Akita    | 46      | 8      | 12.4    | .358 | .200  | .517 | 1.8     | 0.7     | 0.5    | 0.1    | 2.1    |
| 2011-12 | Akita    | 31      | 3      | 11.0    | .456 | .500  | .571 | 1.8     | 0.5     | 0.5    | 0.0    | 1.8    |
| 2012-13 | Saitama  | 52      | 37     | 21.2    | .444 | .292  | .757 | 2.6     | 1.4     | 0.9    | 0      | 6.3    |
| 2013-14 | Saitama  | 51      | 35     | 18.6    | .412 | .231  | .740 | 2.6     | 0.7     | 0.6    | 0.0    | 5.0    |
| 2014-15 | Saitama  | 48      | 43     | 29.0    | .426 | .338  | .758 | 2.6     | 1.7     | 1.1    | 0.0    | 7.2    |
| 2015-16 | Saitama  | 45      | 7      | 18.3    | .358 | .269  | .882 | 2.2     | 0.8     | 0.8    | 0.1    | 3.5    |
| 2016-17 | Saitama  | 41      | 36     | 25.1    | .355 | .245  | .756 | 3.4     | 0.8     | 0.7    | 0.2    | 4.8    |
| 2017-18 | Saitama  | 48      | 34     | 18.6    | .376 | .353  | .786 | 2.4     | 0.5     | 0.8    | 0.1    | 5.5    |
| 2018-19 | Tokyo CR | 55      | 11     | 14.6    | .372 | .300  | .714 | 1.3     | 0.8     | 0.6    | 0.0    | 3.1    |
| 2019-20 | Tokyo CR | 34      | 5      | 11.1    | .507 | .551  | .583 | 1.3     | 0.6     | 0.3    | 0.1    | 3.2    |

### Playoffs
| Année   | Équipe | Matches | Titul. | Min./m. | %tir | %3pts | %l-f | rbds/m. | pass/m. | int/m. | ctr/m. | pts/m. |
| ------- | ------ | ------- | ------ | ------- | ---- | ----- | ---- | ------- | ------- | ------ | ------ | ------ |
| 2010-11 | Akita  | 2       |        | 5.5     | .000 | .000  | .000 | 1.0     | 0.0     | 1.0    | 0.0    | 0.0    |
| 2011-12 | Akita  | 2       |        | 6.5     | .000 | .000  | .000 | 1.5     | 0.5     | 1.5    | 0.0    | 0.0    |